# Чистець гірський
Чистець гірський (Stachys alpina) — вид рослин з родини глухокропивових (Lamiaceae), поширений у Європі й Азії.

## Опис
Багаторічна трав'яниста рослина 40–100 см завдовжки. Рослина волохато-волосиста. Листки городчаті, подовжено-яйцеподібні до широко-яйцюватих. Приквіткові листки довше квіток. Кільця 2–16-квіткові. Віночок червоний, чашка трубчаста, 9–11 мм завдовжки.

## Поширення
Вид поширений у Європі (крім півночі та сходу) й на південний захід до Ірану.
В Україні вид зростає в букових і ялинково-букових лісах — у Закарпатті, Карпатах, Прикарпатті, Розточчі.

## Галерея

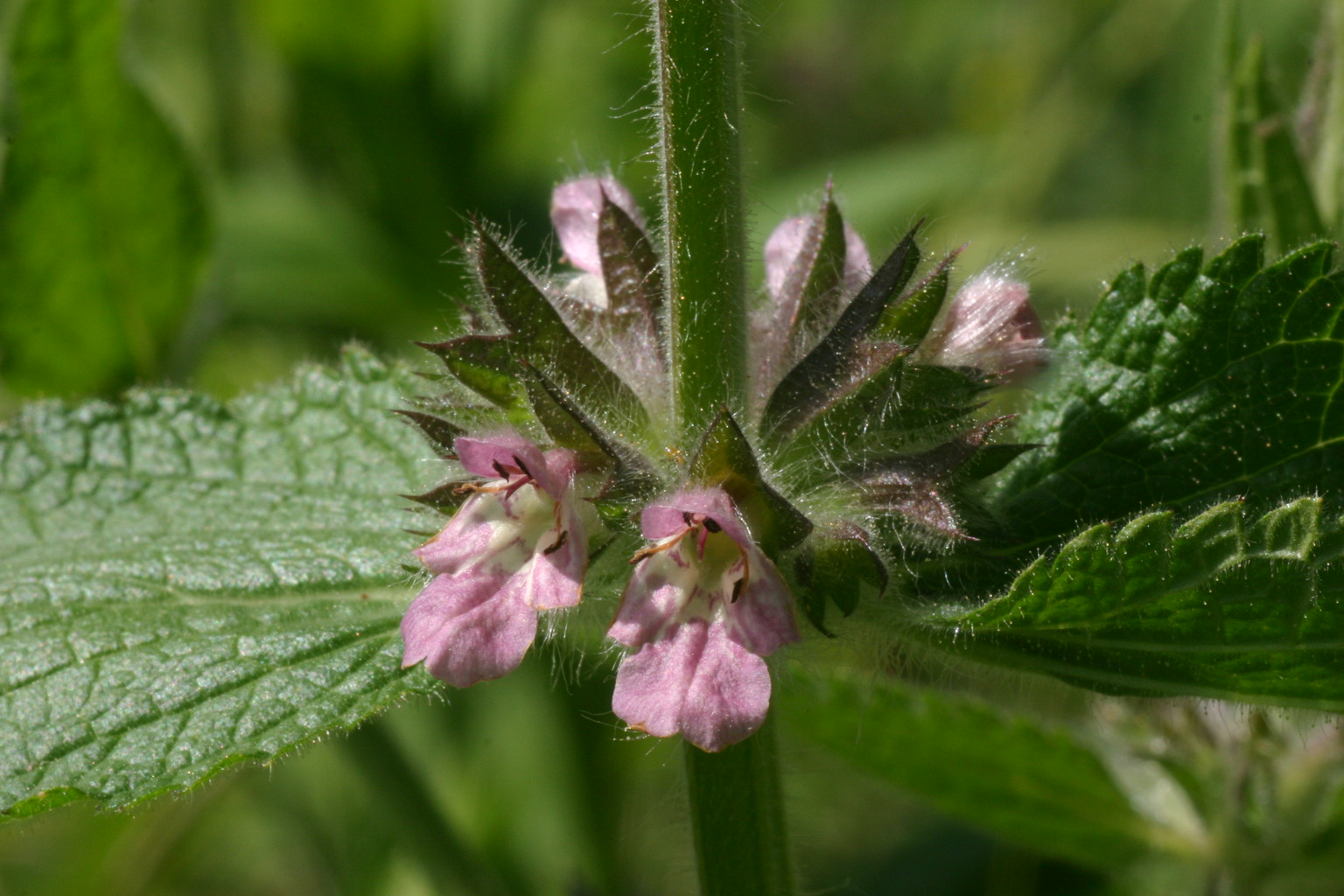
квіти
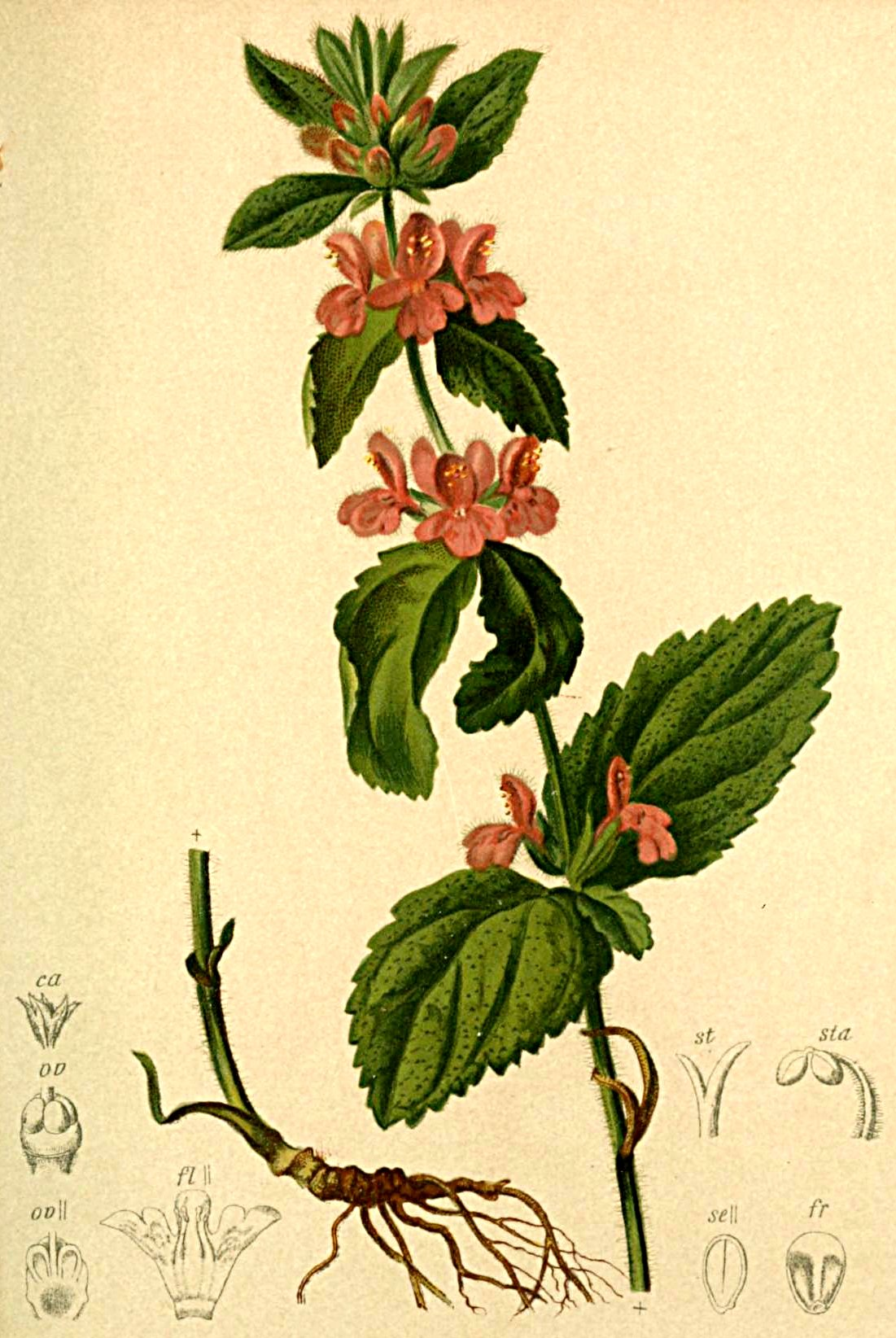
ілюстрація